# NGC 2577
NGC 2577 este o galaxie lenticulară situată în constelația Racul. A fost descoperită în 16 noiembrie 1784 de către William Herschel. Se află la o distanță de 30,8 de megaparseci de Pământ.